# San Tirso de Abres
San Tirso de Abres (Santiso d'Abres en asturien) est une commune (concejo aux Asturies) située dans la communauté autonome des Asturies en Espagne.
Elle est située dans la partie la plus occidentale de la communauté, entourée à ses extrémités nord, sud et ouest par des territoires appartenant à la province de Lugo, plus précisément par Trabada au nord-ouest et par A Pontenova au sud, tandis que dans sa partie orientale, elle est limitrophe des communes asturiennes de Taramundi et de Vegadeo. Elle couvre une superficie totale de 31,41 km², avec 412 habitants recensés en 2023. Sa principale voie de communication est la route nationale N-640.
C'est l'une des municipalités où l'on parle l'éonavien ou galicien-asturien.
El Llano, capitale de San Tirso de Abres, est située dans la plaine alluviale formée par le fleuve Eo. C'est le noyau le plus peuplé de toute la commune et il est dominé par l'économie rurale, bien que celle-ci change peu à peu grâce à l'essor du tourisme. Elle est également influencée par l'amélioration des communications routières.
La commune de San Tirso de Abres est composée d'une seule paroisse civile, San Salvador. 

## Patrimoine
Ce sont d'abord les collines fortifiées à San Tirso, de Castro, d'Eilale et Salcido, qui montrent une interrelation entre elles en termes d'exploitation du territoire. Ainsi, la première est dédiée aux travaux agricoles, la seconde à l'extraction du fer, et la dernière à l'extraction et à la transformation du minéral.
Concernant l'architecture religieuse, il y a l'église paroissiale de San Salvador, et celle de Saint-Jean-Baptiste, datant du XVIe siècle, qui est associée au palais rural d'Amaido situé dans la capitale et qui appartenait à la famille Santisso. Au Prado, on trouve la chapelle de Santa Elena, située sur un tronçon du chemin de Saint-Jacques, avec un retable du XVIIe siècle et une chaire en bois de bouleau polychrome, de la même époque et de fabrication locale.
Dans la capitale, en architecture civile, se trouve également le palais du comté d'Altamira, plus connu sous le nom de O Pacio, qui a été construit au XVIe siècle. À Lourido se trouve la maison d'Estribano, qui possède une entrée à portique avec une porte à linteaux et un toit en ardoise qui mène à l'entrée de la maison elle-même. La maison Brea, située à côté de l'église paroissiale, possède une tour à deux étages surmontée de toits en croupe en ardoise et d'une frise continue avec des trous carrés pour les pigeons.